# Lorenzo Loppa
Lorenzo Loppa (ur. 14 lipca 1947 w Segni) – włoski duchowny katolicki, biskup Anagni-Alatri w latach 2002–2022.

## Życiorys
Święcenia kapłańskie otrzymał 17 lipca 1971. Doktoryzował się z sakramentologii na Papieskim Uniwersytecie Laterańskim. Inkardynowany do diecezji Velletri, był m.in. wicerektorem niższego seminarium w Segni, a także wikariuszem biskupim ds. duszpasterskich. Pracował także jako asystent na Papieskim Uniwersytecie Laterańskim oraz jako wykładowca w Segni i w Instytucie Teologicznym w Anagni.
28 czerwca 2002 papież Jan Paweł II mianował go ordynariuszem diecezji Anagni-Alatri. Sakry biskupiej udzielił mu 22 września 2002 kard. Camillo Ruini.
10 listopada 2022 papież Franciszek przyjął jego rezygnację z urzędu biskupa Anagni-Altari.